# Cozmești, Iași
Cozmești là một xã thuộc hạt Iași, România. Dân số thời điểm năm 2002 là 3189 người.